# 93164 Gordontelepun
93164 Gordontelepun è un asteroide della fascia principale. Scoperto nel 2000, presenta un'orbita caratterizzata da un semiasse maggiore pari a 2,5548001 au e da un'eccentricità di 0,0966794, inclinata di 1,76187° rispetto all'eclittica.